# Ereğli (Konya)
Ereğli ist eine Stadtgemeinde (Belediye) im gleichnamigen Ilçe (Landkreis) der Provinz Konya in der türkischen Region Zentralanatolien und gleichzeitig ein Stadtbezirk der 1986 gebildeten Büyükşehir belediyesi Konya (Großstadtgemeinde/Metropolprovinz). Seit der Gebietsreform 2013/2014 ist die Gemeinde flächen- und einwohnermäßig identisch mit dem Landkreis.

## Geografie
Ereğli ist der östlichste Kreis/Stadtbezirk der Provinz/Büyükşehir und liegt am Fuß des Taurusgebirges auf ca. 1020 m. Ereğli grenzt im Norden an Emirgazi, im Nordosten/Osten an die Provinz Nigde, im Südosten an Halkapınar, im Südwesten an die Provinz Karaman sowie im Westen an Karapinar.

## Verwaltung
Der Kreis (bzw. Kaza als Vorläufer) bestand schon vor Gründung der türkischen Republik 1923. Zur ersten Volkszählung 1927 bewohnten ihn 33.863 Menschen in 47 Ortschaften (auf 4.700 km² Fläche), davon 7.476 im namensgebenden Verwaltungssitz Ereyli (damalige, an das Französische angelehnte Schreibweise). 1990 gab der Kreis den südöstlichen Gebietsteil an den neugebildeten Kreis Halkapınar ab.
(Bis) Ende 2012 bestand der Landkreis neben der Kreisstadt aus sechs Stadtgemeinden (Belediye: Aziziye, Belkaya, Çayhan, Hortu, Kutören und Zengen) sowie 44 Dörfern (Köy) in zwei Bucaks, die während der Verwaltungsreform ab 2013 in Mahalle (Stadtviertel/Ortsteile) überführt wurden. Die 37 existierenden Mahalle der Kreisstadt blieben erhalten, während die 21 Mahalle der o. g. Belediye vereint und zu je einem Mahalle reduziert wurden. Durch Herabstufung dieser Belediye und der Dörfer zu Mahalle stieg deren Zahl auf 87 an. Ihnen steht ein Muhtar als oberster Beamter vor.
Ende 2020 lebten durchschnittlich 1.717 Menschen in jedem Mahalle, davon 5.932 Einw. im bevölkerungsreichsten (Türbe Mah., dicht gefolgt vom Eti Mah. mit 5.917 Einw.).

## Geschichte
Möglicherweise ist Ereğli mit dem hethitischen Ḫupišna identisch, das ein lokales Kultzentrum der Göttin Ḫuwaššanna war. In der frühen Eisenzeit war Ḫupišna ein neo-hethitischer Kleinstaat im Land von Tabal. Zwei Könige von Ḫupišna sind durch assyrische Quellen bekannt: Puḫamme (um 837 v. Ch.) und U(i)rimme (um 738 v. Chr.).
In hellenistischer und besonders in römischer Zeit war die Stadt unter dem Namen Herakleia Kybistra (Ἡράκλεια Κύβιστρα) ein wichtiger Ort an der Stelle, von der die Straße zur Kilikischen Pforte in die Berge führt. Sie lag an gebräuchlichen Heerwegen und wurde daher mehr als einmal (unter anderem 806 und 832) durch die arabischen Invasoren Kleinasiens geplündert. Im Jahr 806 besetzte der abbasidische Kalif Hārūn ar-Raschīd für eine kurze Zeit die Stadt. Zum Gedenken an diesen Sieg ließ er nahe der syrischen Stadt ar-Raqqa ein Siegesmonument errichten, dem er den Namen Heraqla gab.
In byzantinischer Zeit gehörte die Stadt zu Kappadokien. Kurzzeitig gehörte sie als Kybistra zum Königreich Kleinarmenien. Im 11. Jahrhundert wurde die Stadt durch die Seldschuken besetzt, bevor sie im 13. Jahrhundert zeitweise von den Mongolen erobert wurde; seit 1466 gehörte sie zum Osmanischen Reich. Im August 1097 schlug das Kreuzfahrerheer des Ersten Kreuzzuges auf dem Weg Richtung Antiochia bei Heraclea die vereinigten Truppen der Danischmendiden und des Emirs von Kappadokien.
Kybistra ist ein Titularbistum der katholischen Kirche.

## Sehenswertes
Etwa zwölf Kilometer südöstlich von Ereğli liegt das Felsrelief von İvriz, das am besten erhaltene hethitische Relief in der Türkei.
Auf der Website lassen sich vier Web-Cams auswählen.

## Persönlichkeiten
- Deniz Pıtır (* 1987), Fußballspieler
- Ömer Ali Şahiner (* 1992), Fußballspieler